# La Statue
La Statue (títol original en francès, en català L'estàtua) és una obra dramaticomusical en tres actes composta  per Ernest Reyer sobre un llibret en francès de Michel Carré i Jules Barbier, basat en Les mil i una nits. Es va estrenar l'11 d'abril de 1861 al Théâtre Lyrique de París.